# Pijalnia Wódki i Piwa

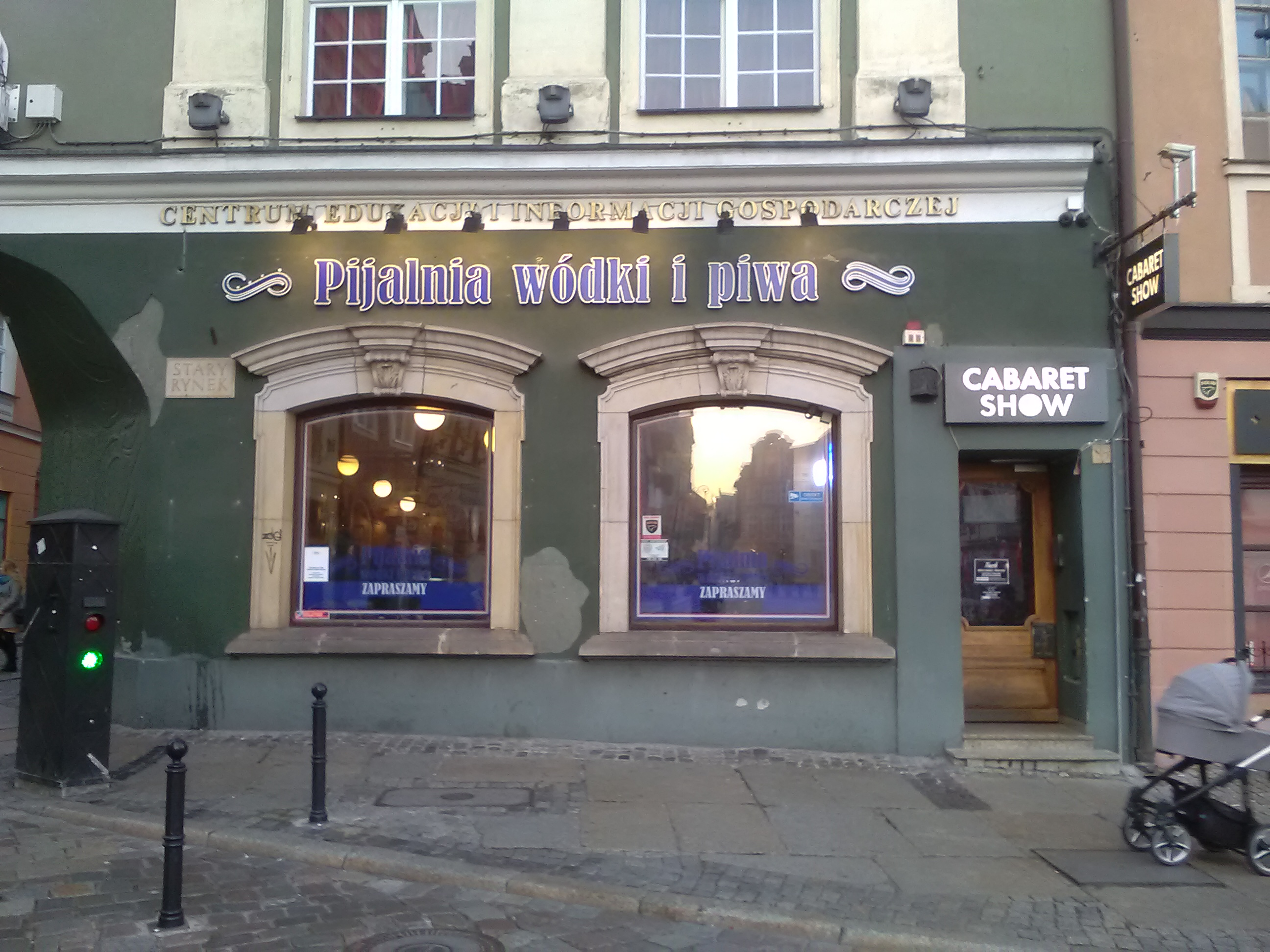
lokal Pijalnia wódki i piwa na Starym Rynku w Poznaniu

Pijalnia Wódki i Piwa – nazwa marki sieci gastronomicznej należącej do grupy kapitałowej Mex Polska. Grupa ta w roku 2019 miała 45 lokali gastronomicznych, głównie własnych. 11 lokali otwarli inwestorzy franczyzowi. Najwięcej (33 lokale) działa pod szyldem Pijalnia Wódki i Piwa. Pozostałe marki to The Mexican, PanKejk i Prosty Temat. 